# Andrzej Górecki (biochemik)
Andrzej Górecki – polski biolog, biochemik, dr hab. nauk ścisłych i przyrodniczych, adiunkt Zakładu Biochemii Fizycznej i prodziekan Wydziału Biochemii, Biofizyki i Biotechnologii Uniwersytetu Jagiellońskiego.

## Życiorys
W 2000 ukończył studia fizyki technicznej w Akademii Górniczo-Hutniczej im. Stanisława Staszica, 30 czerwca 2006 obronił pracę doktorską Kinetyczne i termodynamiczne badania oddziaływań cAMP z mutantami białka receptorowego CRP z Escherichia coli, 21 maja 2019 habilitował się na podstawie pracy zatytułowanej Strukturalne i termodynamiczne aspekty funkcjonowania ludzkich czynników transkrypcyjnych. Badania białek TFIIB i YY1 w układach modelowych.
Jest adiunktem w Zakładzie Biochemii Fizycznej i prodziekanem na Wydziale Biochemii, Biofizyki i Biotechnologii Uniwersytetu Jagiellońskiego.